# Gallon

Az egész világon használt benzines egységek:
Liter
Amerikai gallon
Birodalmi gallon
Nincs adat

A gallon egy, a folyadékok térfogatát mérő angolszász mértékegység.
- A birodalmi gallon (imperial gallon, jelzése gal GB vagy gal Imp) 160 folyadékunciát tartalmaz, azaz 4,54609 liternek felel meg.
- Az amerikai gallon (US gallon, jelzése gal US) 231 köbhüvelyket tartalmaz, azaz 3,785411784 liternek felel meg. Egy amerikai gallon 128 amerikai folyadékunciát tartalmaz.
- Az amerikai száraz gallon (US dry gallon) 1/8 bushelnek felel meg (ez utóbbi 2150,42 köbhüvelyk), azaz 4,40488377086 liter. Kevéssé elterjedt.

A gallon egynegyede a kvart (angolul: quart).

Nagy-Britanniában egy (birodalmi) pint 1/8 gallon. A skót pint 3 birodalmi pint.

## Történelme
A történelem során tájról tájra, országról országra változott az, hogy pontosan mennyi fér egy gallonba. A 19. századra azonban két gyakori mérőszám terjedt el:
- a boros gallon, tartalma 231 köbhüvelyk; valamint
- a sörös gallon, tartalma 282 köbhüvelyk.

1824-ben az Egyesült Királyságban elfogadtak egy sörös gallonhoz közeli mennyiséget, a birodalmi gallont. 1878-ban ezt a mértékegységet úgy határozták meg, hogy egy birodalmi gallon térfogatot tölt ki 10 font desztillált víz 30 higanyhüvelyk nyomáson és 62 Fahrenheit fok hőmérsékleten. Ez nagyjából 277,41945 köbhüvelyknek felel meg.
Ugyanebben az időben az Amerikai Egyesült Államok is elfogadott egy saját mértékegységet, ám ez a boros gallont vette alapul („Queen Anne's gallon”, azaz Anna királynő gallonja). Egy amerikai gallon definíciója szerint akkora űrmérték, amekkora teret egy 6 hüvelyk hosszú és 7 hüvelyk átmérőjű henger tölt ki, vagyis 230,907 köbhüvelyk. Napjainkban az amerikai gallon definíciója pontosan 231 köbhüvelyk.
A birodalmi gallon tehát nagyjából egy ötödével nagyobb az amerikai gallonnál.
A birodalmi gallon és az amerikai gallon is 8 pint, ám míg az amerikai pint 16 folyadékunciából áll, a birodalmi 20-ból. Így tehát:
- egy amerikai folyadékuncia nagyjából 1,8047 köbhüvelyk;
- egy birodalmi folyadékuncia nagyjából 1,7339 köbhüvelyk.

Egy amerikai folyadékuncia tehát nagyobb, mint egy birodalmi, viszont egy birodalmi gallon nagyobb, mint egy amerikai.

## Megjegyzés
Az angolszász nyelvterületen két hasonló mértékegységrendszert használtak. A brit fennhatóságú területeken az Imperial system, az Egyesült Államok esetében a United States customary system volt használatban.